# 埃及旅遊業

埃及旅遊業按年收益（1982-2003）

旅遊業是埃及經濟的重要支柱。在2010年，旅遊業所聘用的人手佔全國勞動力的12%，為1,470萬到訪埃及的旅客服務，帶來125億美元的收益，相當於國內生產總值的11%或外匯收入的14.4%。眾多旅客當中，最多來自歐洲，其次為中東及其他非洲國家，亞洲及大洋州旅客排名第四，第五為美洲的旅客。

## 主要景點
- 吉薩，位於開羅西南方20 km（12 mi）處，為吉薩金字塔群和獅身人面像的所在地。
- 薩卡拉，位於開羅西南方30 km（19 mi），是廣闊的古老墓地，埃及古代首都孟菲斯的所在地。
- 樂蜀，位於開羅以南500 km（310 mi），是古城底比斯的所在地。該處的熱門活動包括乘坐熱氣球。
- 阿布辛貝勒神廟，位於開羅以南850 km（530 mi），近埃及-蘇丹邊界（英语：Egypt–Sudan border），由兩座於山坡開鑿出來的神殿所組成。
- 亞歷山卓，建有多間博物館及圖書館。
- 西奈半島，於沙姆沙伊赫、達哈卜（英语：Dahab）、努韋巴及塔巴等地有多個海邊度假酒店。
- 艾因蘇赫納（英语：Ain Sokhna），位於開羅東面110 km（68 mi），有多個海邊度假酒店。
- 艾斯尤特，位於埃及南部，有多座清真寺和法老時期的遺跡。

## 圖片集

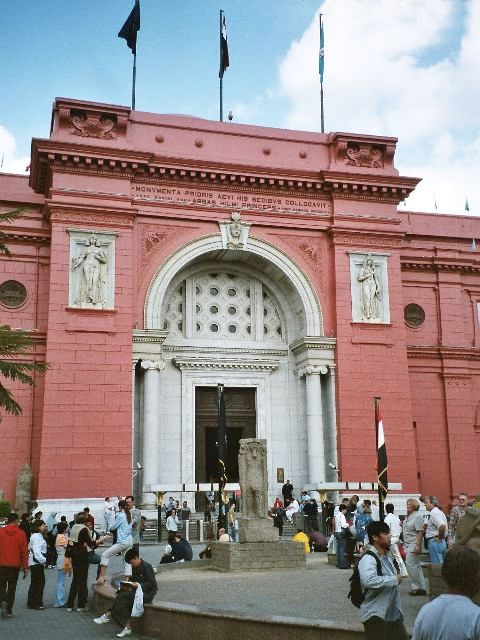
埃及博物館
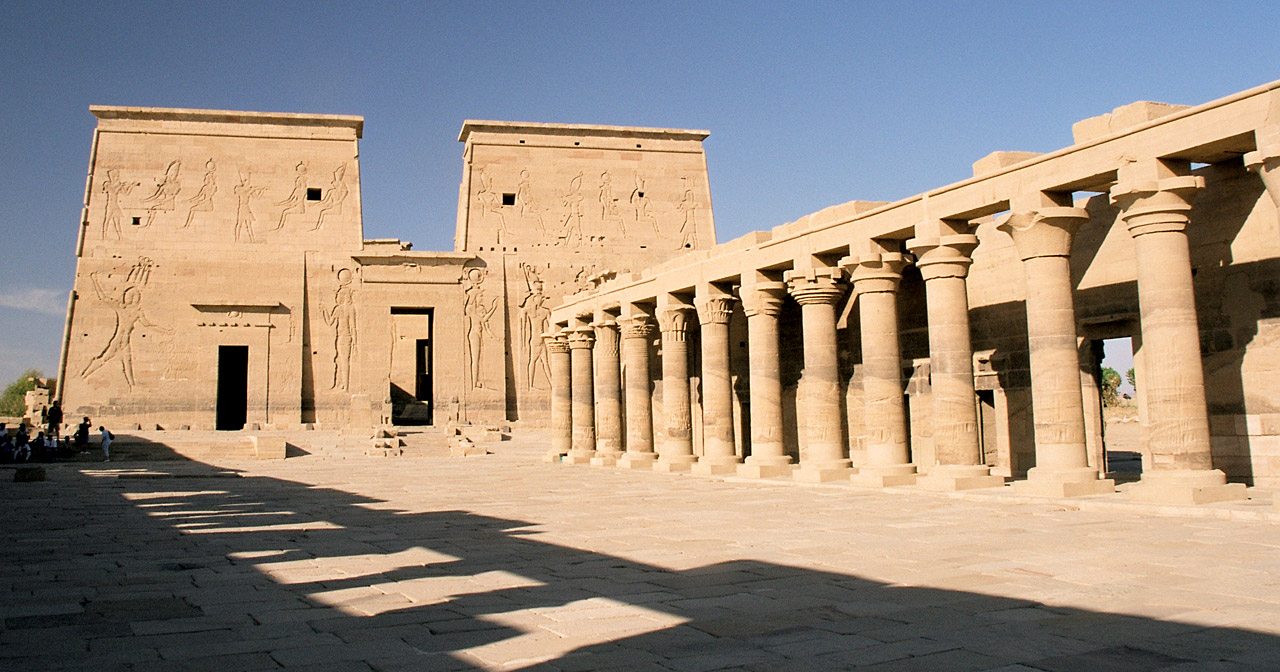
菲萊神廟
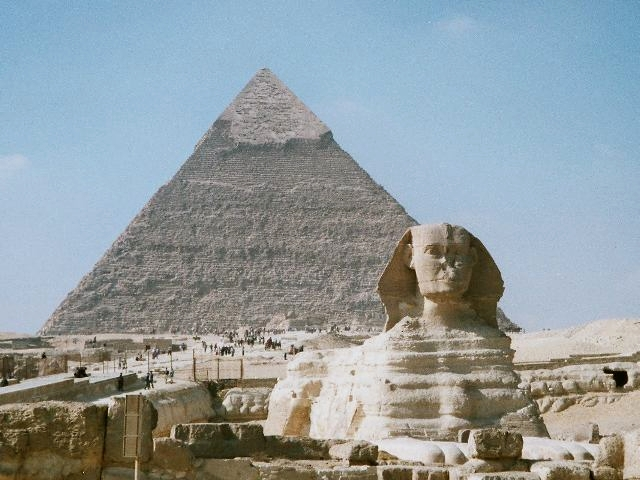
獅身人面像
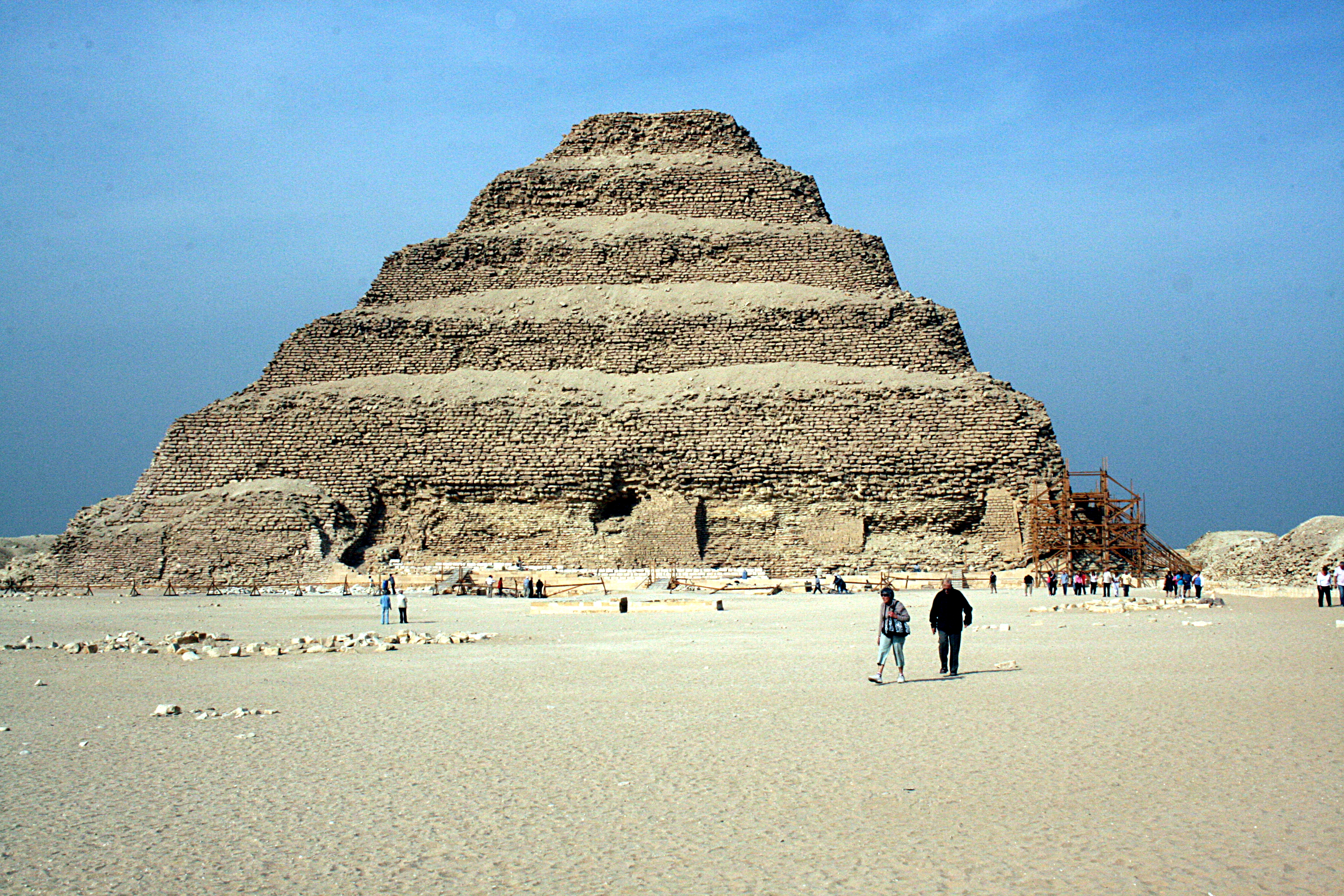
金字塔
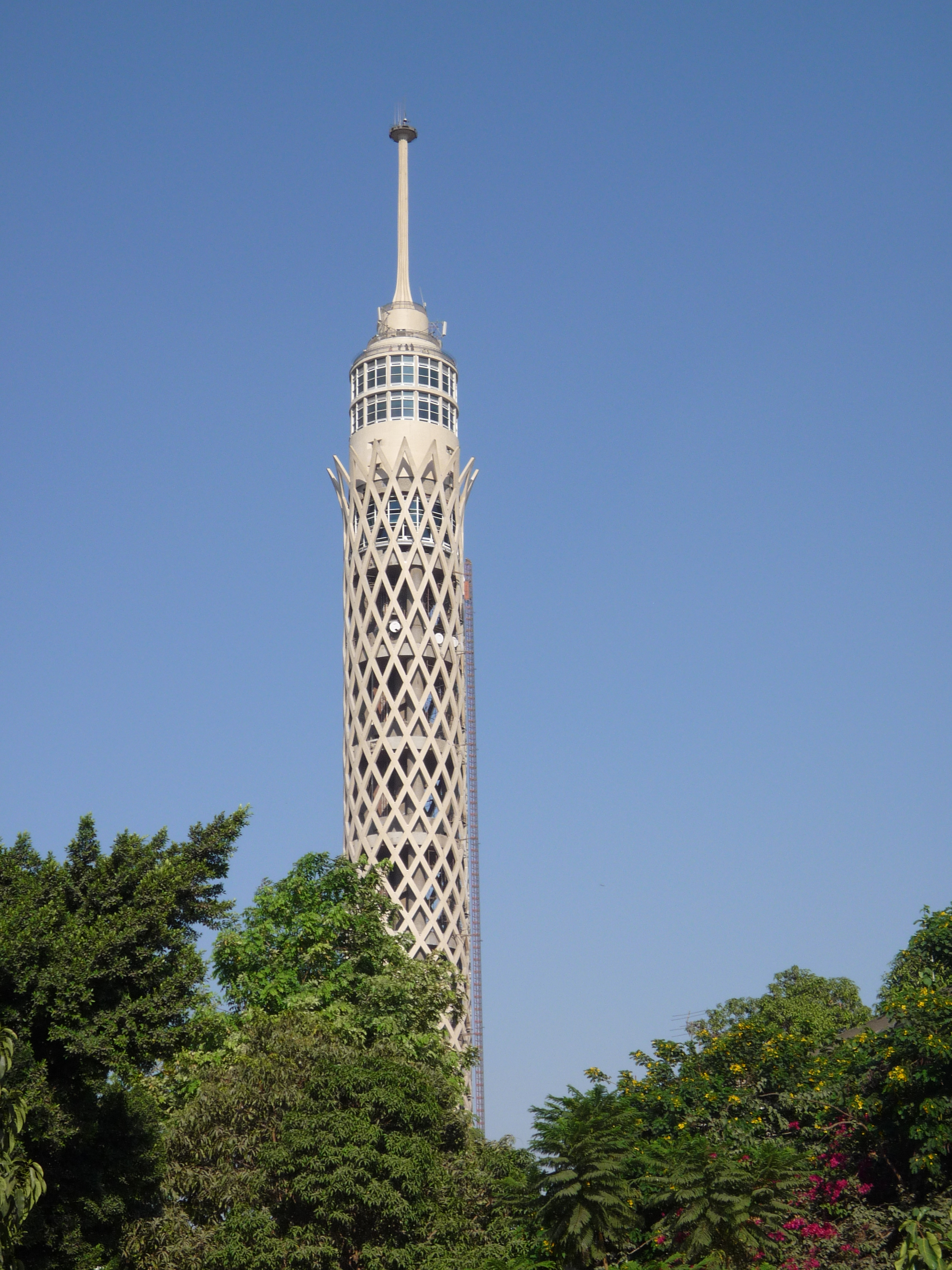
開羅塔
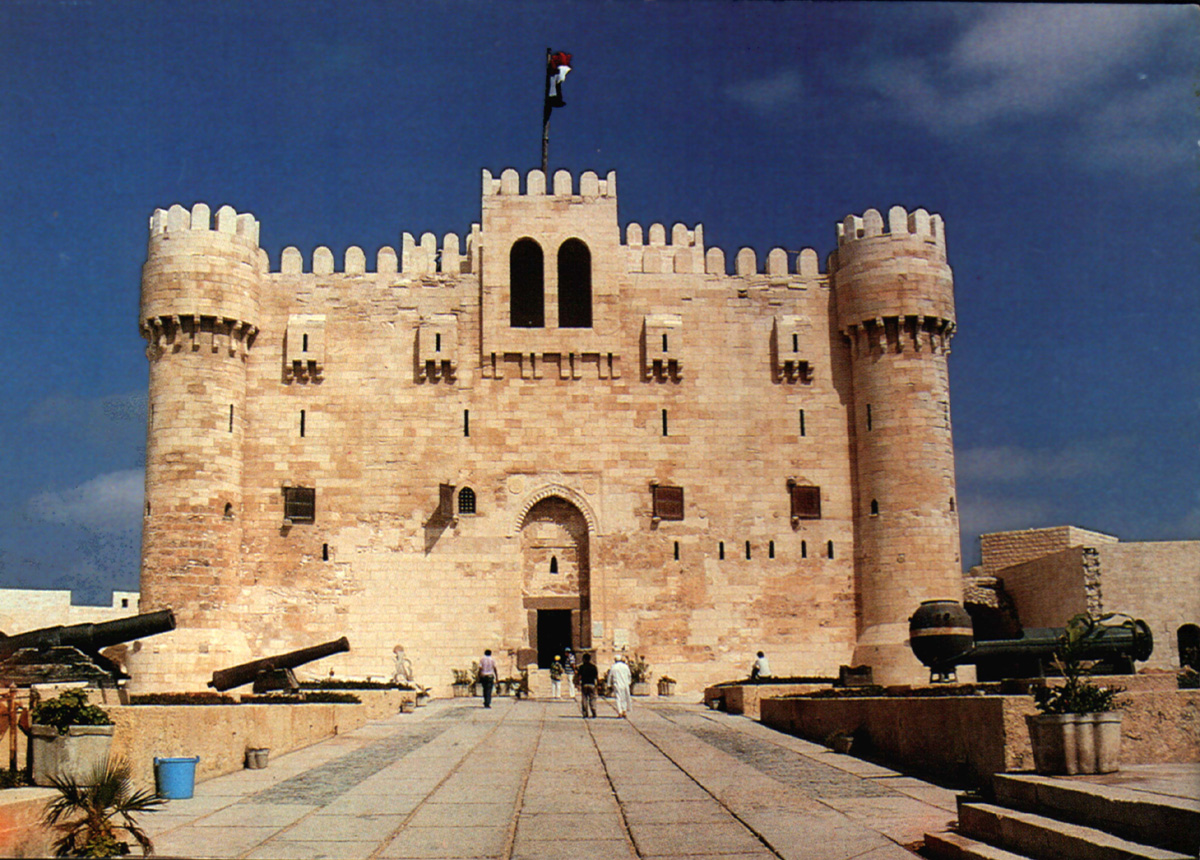
亞歷山大的城堡
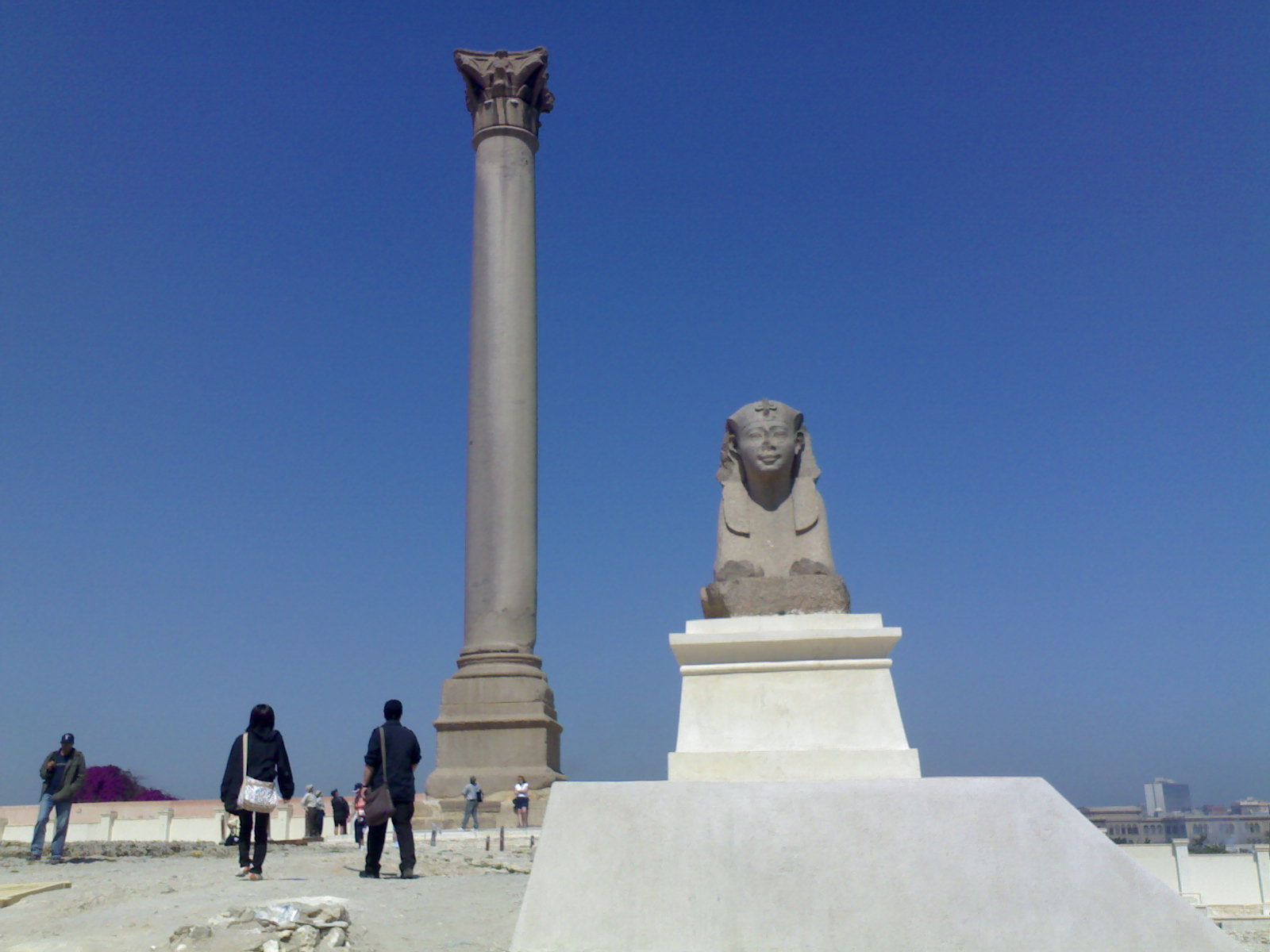
龐培柱
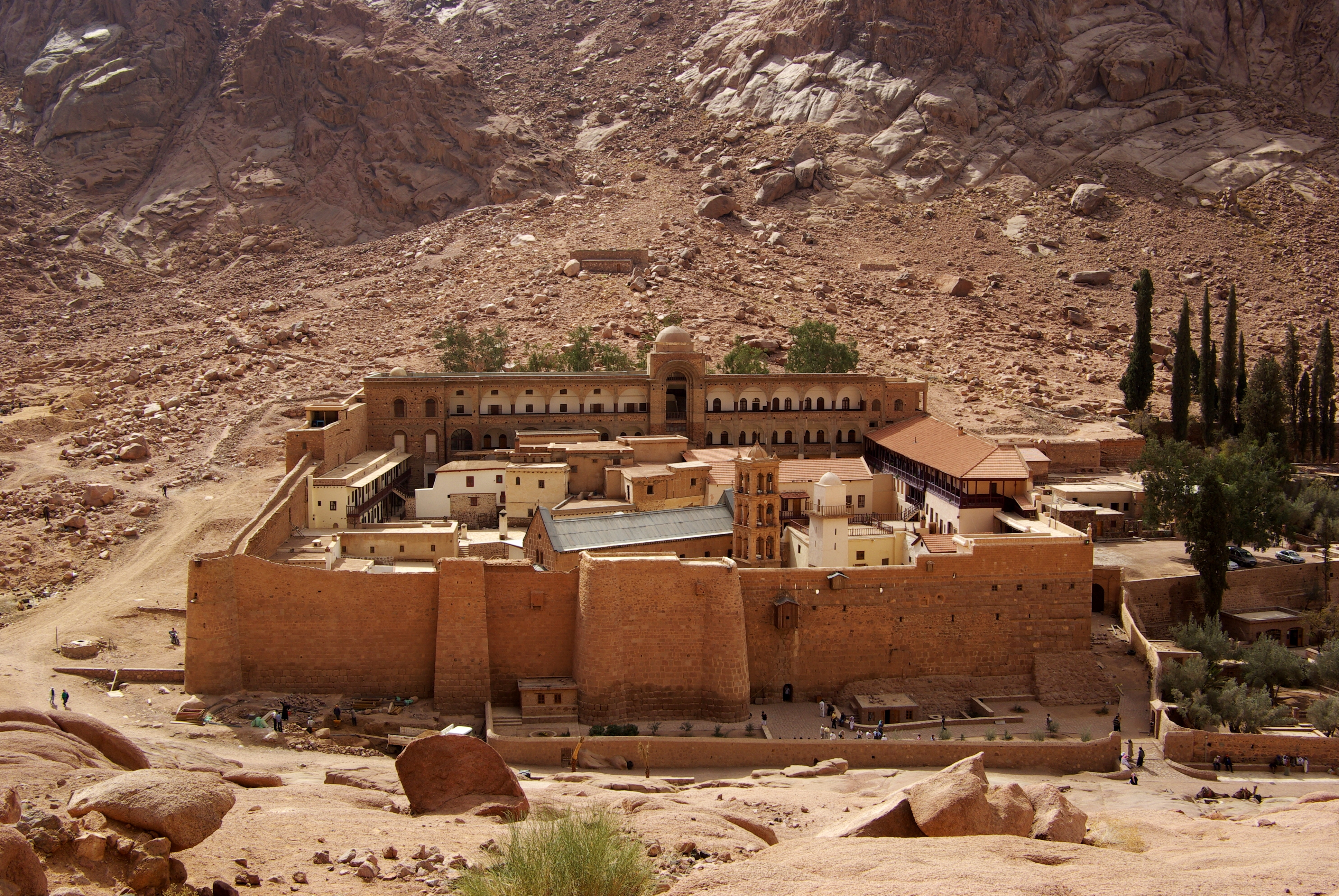
聖凱薩琳修道院